# Parit Antang
Parit Antang is een bestuurslaag in het regentschap Bukittinggi van de provincie West-Sumatra, Indonesië. Parit Antang telt 1213 inwoners (volkstelling 2010).